# Águia
A águia é o nome comum dado  algumas aves de rapina da família Accipitridae, geralmente de grande porte, carnívoras, de grande acuidade visual. O nome é atribuído a animais pertencentes a gêneros diversos e não corresponde a nenhum clade taxonômico. Por vezes, dentro de um mesmo gênero ocorrem espécies conhecidas popularmente por gavião ou búteo.
Suas principais presas são: coelhos, esquilos, cobras, marmotas e outros animais, principalmente roedores, de pequeno porte. Algumas espécies alimentam-se de ovos de outros pássaros e peixes.
Costumam fazer seus ninhos em locais altos como, por exemplo, topo de montanhas e árvores de grande porte. Existem diversas espécies de águias, as mais conhecidas são:Águia-real, aguia-de-cabeça-branca, águia-gritadeira, águia marcial, águia-malaia, e águia-imperial-ibérica.
Entre as águias da América Latina, a espécie chamada Harpia é umas das maiores e chega a pesar até 8 kg, comprimento de até um metro, com envergadura de até dois metros, põe até três ovos a cada vez, com tempo de incubação de 35 dias, e atinge a velocidade de aproximadamente 100 Km/h.
Águias costumam ser utilizados como símbolos em vários contextos e culturas. A águia vive, em média, de 50 a 65 anos em cativeiro; bem menos se estiver na Natureza.

## Algumas espécies de águia
- Família Pandionidae
  - Pandion - Águia-pesqueira
- Família Accipitridae
- Haliaetus
  - Águia-rabalva (H. albicilla)
  - Águia-de-cabeça-branca (H. leucocephalus)
  - Águia-pesqueira-africana (H. vocifer)
- Circaetus
  - Águia-cobreira (C. gallicus)
- Buteo
  - Águia-de-asa-redonda (B. buteo)
- Aquila
  - Águia-pomarinabastao (A. pomarina)
  - Águia-imperial-ibérica (A. adalberti)
  - Águia-imperial-oriental (A. heliaca)
  - Águia-real (A. chrysaetos)
  - Águia-de-bonelli (A. fasciatus)
  - Águia-rapace (A. rapax)
  - Águia-das-estepes (A. nipalensis)
  - Águia-negra-africana ou águia-de-verraux (A. verrauxi)
- Geranoaetus
  - Águia-chilena (G. melanoleucus)
- Harpyhaliaetus
  - Águia-cinzenta (H. coronatus)
  - Águia-solitária (H. solitarius)
  - Harpia (H. Harpyja)
- Pithecophaga
  - Águia-das-filipinas (P. jefferyi)

## Simbologia
A águia pode ser encontrada, simbolicamente, representando força, grandeza e majestade. Foi muito usada em brasões de exércitos, figurando nos estandartes de Ciro II, rei dos Persas, e, mais tarde, durante o segundo consulado de Mário, encimando as lanças como insígnias das legiões. Na simbologia cristã, aparece como possível símbolo de pessoa muito perspicaz, penetrante, que vê longe, superior em inteligência. Representava também Zeus o rei dos deuses na mitologia grega.

## Digestão
- A águia é um animal carnívoro, sendo deste modo a carne um alimento fácil de digerir, logo a moela da águia não necessita da existência de umas paredes musculares na moela tão fortes e resistentes. No caso o sistema digestório é completo, que vai da boca até a cloaca.